# Comuna Berdîhiv, Iavoriv
Berdîhiv (în ucraineană Бердихів) este o comună în raionul Iavoriv, regiunea Liov, Ucraina, formată din satele Berdîhiv (reședința), Moloșkovîci și Pidlubî.

## Demografie
Componența lingvistică a comunei Berdîhiv
     Ucraineană (99,86%)
     Alte limbi (0,14%)
Conform recensământului din 2001, majoritatea populației comunei Berdîhiv era vorbitoare de ucraineană (99,86%), existând în minoritate și vorbitori de alte limbi.